# I Wanna Rock
I Wanna Rock är en låt av hårdrocksgruppen Twisted Sister från USA. Det var en hitlåt, som kom på albumet "Stay Hungry" 1984 och är en av Twisted Sisters mest framgångsrika sånger. Låten tolkades 2001 av poppunkbandet Lits på Twisted Sister-tributalbumet Twisted Forever.
Sången förekommer bland annat i TV-spelet Grand Theft Auto: Vice City från 2002 och i musikalen Rock of Ages - i filmversionen framförs den av Diego Boneta.

## Listplaceringar
| Lista (1984-1985) | Topplacering |
| ----------------- | ------------ |
| Norge             | 5            |
| Nya Zeeland       | 10           |

### Fotnoter
1. ↑  ”I Wanna Rock”. Norwegiancharts. 6 mars 1985. http://norwegiancharts.com/showitem.asp?interpret=Twisted+Sister&titel=I+Wanna+Rock&cat=s. Läst 26 maj 2011.
2. ↑  ”I Wanna Rock”. Charts NZ. 6 mars 1984. Arkiverad från originalet den 3 januari 2014. https://web.archive.org/web/20140103080151/http://charts.org.nz/showitem.asp?interpret=Twisted+Sister&titel=I+Wanna+Rock&cat=s. Läst 26 maj 2011.